# Пабло Касадо
Пабло Касадо Бланко (ісп. Pablo Casado Blanco; нар. 1 лютого 1981, Паленсія) — іспанський політик, лідер Народної партії (НП) з липня 2018 року до квітня 2022 року. Член Конгресу депутатів з 2011 року. З 2015 по 2018 рік він був заступником генерального секретаря НП.
Отримав диплом у Мадридському університеті, у листопаді 2007 року був прийнятий до адвокатської колегії у Мадриді. Касадо приєднався до НП у 2003 році. Він керував регіональним відділенням молодіжної організації ПП «Нові покоління» в автономній спільноті Мадрид з 2005 по 2013 рік. Депутат Асамблеї Мадрида з 2007 по 2009 рік. У період з 2009 по 2012 рік він керував офісом колишнього прем'єр-міністра Хосе Марії Аснара.